# Dag Edlund
Dag Ragnar Edlund i riksdagen kallad Edlund i Västerås, född 11 juli 1907 i Stockholm, död 19 september 1995 i Västerås, var en svensk överstelöjtnant och riksdagspolitiker (moderat).
Edlund var riksdagsledamot i andra kammaren 1957–1967 för Västmanlands läns valkrets. Han var också landstingsledamot från 1955. Edlund är begravd på Norra begravningsplatsen utanför Stockholm.